# 北澤茂夫
北澤 茂夫（きたざわ しげお、1956年 - ）は、日本の芸術家、画家。横浜美術大学教授。二紀会委員。

## 経歴
- 1983年　筑波大学大学院芸術研究科修士課程美術専攻絵画分野　修了
- 1981年　二紀展（以降毎年、'98年春季展東京セントラル美術館賞）
- 1984年　第２回紀萌会展（銀座・フジヰ画廊アートサロン）
- 1987年　第18回現代日本美術展(東京都美術館)
- 1989年　花と女性美展「十美賞」（有楽町・そごう）
- 1991年　第2回浅井忠記念賞展(千葉県立美術館)
- 1992年　第10回日伯現代美術展「安田火災美術財団奨励賞」(リオ近代美術館他)
- 1993年　第12回安田火災美術財団奨励賞展（安田火災東郷青児美術館）
- 1999年　現代茨城作家美術展に招待（茨城県立近代美術館、7回を除き以後毎回出品）／「堆積する波」〜二紀四人展〜（新宿・紀伊国屋画廊、'02年にも出品）
- 2000 - 01年　文化庁派遣芸術家在外研修員（パリ、国立高等美術学校）
- 2002年　LINEART 2002展（ベルギー・ゲント市）
- 2007年　上海アートフェア（中国・上海市）
- 2009年　北澤茂夫展−テンペラと油彩による幻視風景−　（龍ケ崎市歴史民俗資料館／財団法人龍ケ崎市文化振興事業弾主催）
- 2014年　内なる世界を見つめる　北澤茂夫展　（藝文ギャラリー＋藝文プラザ／公益財団法人常陽藝文センター主催）
- 2015年　「二紀会の仲間たち１０人」展　（東京都美術館／社団法人二紀会主催）／第12回春季二紀展「会員優賞」（東京都美術館）／第69回二紀展にて宮本賞（国立新美術館）
- 2016年　第70回二紀展にて委員推挙
- 2018年　二紀会選抜台湾展に出品（国立台湾芸術大学国際展覧廊）